# Debitna kartica
Debitna kartica (poznata i pod nazivom "bankomat-kartica") je kartica koju banka izdaje vlasniku tekućeg ili deviznog računa kako bi svojim sredstvima mogao raspolagati neovisno o radnom vremenu poslovnice banke. Debitnom karticom klijent može podizati gotovinu na bankomatu, ali i plaćati robe i usluge u trgovačko-uslužnoj mreži, pa stoga debitna kartica predstavlja i bezgotovinsko sredstvo plaćanja. Prilikom korištenja debitne kartice pripadni bankovni račun tereti se za učinjeni trošak odmah po obavljenom plaćanju uz uvjet da na računu postoji pokriće. Pokriće na računu uključuje i iznos neiskorištenog dopuštenog prekoračenja.
Dnevno ograničenje (engl. limit) troška s debitne kartice određuje banka koja izdaje karticu i on je općenito manji nego kod kreditnih kartica te najčešće ovisi o priljevu na pripadnom bankovnom računu.
Korištenje debitne kartice vrlo je jednostavno. Nakon umetanja kartice u bankomat odnosno POS-uređaj korisnik treba izvršiti autentifikaciju unosom PIN-a koji odgovara toj kartici. Ispravna autentifikacija ovlašćuje korisnika za podizanje gotovine iz bankomata odnosno za plaćanje robe ili usluge. Na nekim prodajnim mjestima moguće je plaćanje debitnom karticom i bez unosa PIN-a (npr. kod internetske trgovine gdje je dovoljno unijeti podatke s kartice, kao što su broj kartice, rok valjanosti te ime i prezime korisnika, zbog čega te podatke treba smatrati povjerljivim podacima).
Da bi se vlasnik debitne kartice zaštitio od neovlaštenog korištenja kartice od strane neke druge osobe, potrebno je da se pridržava nekih mjera zaštite:
- čuva pristup kartici (slično kao da se radi o gotovom novcu)
- u slučaju gubitka kartice mora odmah o tome obavijestiti banku kako bi onemogućila trošenje novca s pripadnog bankovnog računa putem te kartice
- PIN za pripadnu karticu ne smije držati u blizini same kartice i mora s njime postupati kao s povjerljivim podatkom.